# Cadre supérieur
Un cadre supérieur est une personne qui a une responsabilité sur des travailleurs d'une entreprise, qui participe à l'élaboration des politiques de l'entreprise et qui a un pouvoir décisionnel au sein de celle-ci, contrairement aux cadres intermédiaires et inférieurs qui n'ont pas ce même pouvoir décisionnel ou ce rôle d'élaboration de politiques.

## Droit par pays

### Droit canadien

#### Droit québécois
En droit québécois, les règles relatives au statut du cadre d'entreprise sont prévues dans les lois du travail, dont la Loi sur les normes du travail, le Code du travail et la section du Code civil sur le contrat de travail.

### Droit français
En droit français, un cadre d'entreprise est un salarié qui peut avoir un statut de cadre moyen, cadre supérieur ou de cadre dirigeant dans une entreprise. Il se différencie des autres statuts que sont les employé(e)s, les technicien(ne)s et les agents de maîtrise. Le cadre appartient à la catégorie supérieure des salariés.